# Halowe Mistrzostwa Świata w Lekkoatletyce 2010 – trójskok mężczyzn
Trójskok mężczyzn – jedna z konkurencji rozgrywanych podczas 13. Halowych Mistrzostw Świata w hali Aspire Dome w Dosze.
Wymagane minimum A do udziału w mistrzostwach świata wynosiło 16,95. Eliminacje odbyły się 12 marca, a finał zaplanowano na niedzielę 14 marca.

## Terminarz
| Data          | Godzina | Runda      |
| ------------- | ------- | ---------- |
| 12 marca 2010 | 14:20   | Eliminacje |
| 14 marca 2010 | 17:40   | Finał      |

## Rezultaty
| Poz. - pozycja \| CR - rekord mistrzostw \| NR - rekord kraju                                      |
| PB - rekord życiowy \| SB - najlepszy wynik w sezonie \| X - próba spalona \| – - pominięcie próby |

### Eliminacje
Do zawodów przystąpiło 19 zawodników z 13 krajów. Aby uzyskać awans do finału trzeba było uzyskać wynik 16,95 (Q) lub mieć jeden z ośmiu najlepszych wyników (q).
| Pozycja | Zawodnik           | Reprezentacja     | #1    | #2    | #3    | Rezultat | Uwagi |
| ------- | ------------------ | ----------------- | ----- | ----- | ----- | -------- | ----- |
| 1       | Yoandri Betanzos   | Kuba              | 17,11 |       |       | 17,11    | Q     |
| 2       | Christian Olsson   | Szwecja           | 17,07 |       |       | 17,07    | Q     |
| 3       | Teddy Tamgho       | Francja           | 16,90 | x     | 15,91 | 16,90    | q     |
| 4       | Jadel Gregório     | Brazylia          | 16,27 | 16,85 | x     | 16,85    | q     |
| 5       | Fabrizio Donato    | Włochy            | 16,55 | 16,82 | x     | 16,82    | q     |
| 6       | Arnie David Giralt | Kuba              | 16,48 | 16,71 | x     | 16,71    | q     |
| 7       | Igor Spasowchodski | Rosja             | 16,32 | x     | 16,57 | 16,57    | q     |
| 8       | Dmitrij Vaľukevič  | Słowacja          | 16,49 | x     | 16,55 | 16,55    | q     |
| 9       | Li Yanxi           | Chiny             | 16,36 | 16,31 | 16,54 | 16,54    | SB    |
| 10      | Wiktor Jastrebow   | Ukraina           | x     | 16,28 | 16,53 | 16,53    |       |
| 11      | Dimitris Tsiamis   | Grecja            | 16,53 | 16,00 | 15,38 | 16,53    |       |
| 12      | Jefferson Sabino   | Brazylia          | x     | x     | 16,49 | 16,49    | SB    |
| 13      | Momcził Karailiew  | Bułgaria          | 16,35 | 16,43 | 16,39 | 16,43    |       |
| 14      | Brandon Roulhac    | Stany Zjednoczone | 16,16 | 16,36 | 16,18 | 16,36    |       |
| 15      | Walter Davis       | Stany Zjednoczone | 16,33 | x     | x     | 16,33    |       |
| 16      | Samyr Lainé        | Haiti             | 16,30 | 16,18 | 16,18 | 16,30    |       |
| 17      | Randy Lewis        | Grenada           | 16,28 | x     | x     | 16,28    |       |
| 18      | Colomba Fofana     | Francja           | 15,82 | x     | 15,95 | 15,95    |       |
| 19      | Daniele Greco      | Włochy            | 15,60 | x     | 15,39 | 15,60    |       |

### Finał
| Pozycja | Zawodnik           | Reprezentacja | #1    | #2    | #3    | #4    | #5    | #6    | Rezultat | Uwagi |
| ------- | ------------------ | ------------- | ----- | ----- | ----- | ----- | ----- | ----- | -------- | ----- |
|         | Teddy Tamgho       | Francja       | 17,41 | 17,24 | x     | x     | 17,50 | 17,90 | 17,90    | WR    |
|         | Yoandri Betanzos   | Kuba          | 17,69 | x     | -     | 16,29 | x     | 17,57 | 17,69    | PB    |
|         | Arnie David Giralt | Kuba          | 17,15 | 17,21 | 17,17 | 16,45 | 17,36 | 16,88 | 17,36    | SB    |
| 4       | Christian Olsson   | Szwecja       | 17,23 | 16,90 | -     | -     | -     | -     | 17,23    |       |
| 5       | Fabrizio Donato    | Włochy        | 16,40 | 16,88 | x     | x     | x     | 16,49 | 16,88    |       |
| 6       | Jadel Gregório     | Brazylia      | x     | x     | 16,60 | x     | 16,78 | 16,39 | 16,78    |       |
| 7       | Dmitrij Vaľukevič  | Słowacja      | x     | 16,44 | x     | 16,25 | x     | 16,72 | 16,72    |       |
| 8       | Igor Spasowchodski | Rosja         | 16,42 | x     | x     | -     | 16,11 | x     | 16,42    |       |